# Хойнув
Хо́йнув (пол. Chojnów, нім. Haynau) — місто на південному заході Польщі, на річці Скора.
Належить до Легницького повіту Нижньосілезького воєводства.

## Демографія
Демографічна структура станом на 31 березня 2011 року:
|          | Загалом | Допрацездатний вік | Працездатний вік | Постпрацездатний вік |
| -------- | ------- | ------------------ | ---------------- | -------------------- |
| Чоловіки | 6858    | 1231               | 4981             | 646                  |
| Жінки    | 7509    | 1137               | 4678             | 1694                 |
| Разом    | 14367   | 2368               | 9659             | 2340                 |